# Mahinder Meghoe
Mahinderpersad (Mahinder) Meghoe (6 februari 1959) is een Surinaams toetsenist, producer en bandleider. Hij speelde in verschillende formaties in Suriname en Nederland en is sinds zijn terugkeer in 2010 oprichter en leider van The Evergreen.

## Biografie
Mahinder Meghoe is het vijfde uit twaalf kinderen en groeide op in het stadsressort Livorno in Paramaribo. Zijn vader leidde een Hindoestaanse muziekgroep die om de beurt oefende bij de leden thuis. De jonge Mahinder zorgde dat hij op deze momenten thuis was, om naar de uitvoeringen te kunnen luisteren. Ook luisterde hij naar de oefensessies van het Chandi Orkestra, die hij vanaf het voorerf kon horen. Van zijn ouders kreeg hij zelf geen toestemming om muziek te spelen, zolang hij nog naar school ging.
Hierna ging hij in militaire dienst en vervolgens aan het werk bij het Korps Penitentiaire Ambtenaren. In beide gevallen was hij lid van de drumband van de dienst. Van zijn collega, en de toetsenist bij T-Groep, Arnold (Nolly) Pawiro kreeg hij zijn eerste lessen op het keyboard. In 1984 kwam hij via zijn buurjongen en bandlid Regie Lalai als toetsenist terecht bij The Melody Brothers. Met deze groep trad hij op in Suriname en Guyana. In 1987 maakte hij de overstap naar The Melody Makers en leerde hij sindsdien muzikaal veel bij van Hafieskhan Wagidhoesein. Vervolgens stapte hij over naar de formatie Naya Roshni.
In 1998 verhuisde hij naar Nederland. Regie Lalai was hem voorgegaan en via hem vond Meghoe aansluiting bij Los Amigo's. Naast Hindoestaanse muziek speelde hij hier ook muziekstijlen uit andere culturen. Zijn meest bijzondere optredens waren in deze tijd met Hafieskhan Wagidhoesein en Suki Akkal.
In 2010 keerde hij terug naar Suriname, waar hij zijn eigen formatie The Evergreen oprichtte. Naast optreden produceert hij vanuit zijn eigen studio muziek, onder meer in de stijl baithak gana van Surinaamse artiesten die te oud zijn om nog op te treden. Verder brengt hij video's uit die op onder meer televisie worden uitgezonden.
Meghoe werd in 2019 onderscheiden als Ridder in de Ere-Orde van de Palm.